# Lotta greco-romana ai Giochi della X Olimpiade - Pesi leggeri
La competizione della categoria pesi leggeri (fino a 66 kg) di lotta greco-romana dei Giochi della X Olimpiade si è svolta dal 4 al 7 agosto al Grand Olympic Auditorium di Los Angeles.

## Formato
Ad ogni incontro venivano assegnate le seguenti penalità:
- 0 = Al vincitore per schienata
- 1 = Al vincitore ai punti
- 3 = Allo sconfitto

Con cinque punti o più di penalità il lottatore veniva eliminato.

## Risultati
| Legenda                                  | Legenda |
| ---------------------------------------- | ------- |
| Lottatore con 5 penalità o più Eliminato |         |

### 1 turno
| Vincitore       | Pen. | Risultato | Sconfitto         | Pen. |
| --------------- | ---- | --------- | ----------------- | ---- |
| Erik Malmberg   | 1    | Ai punti  | Ede Sperling      | 3    |
| Aarne Reini     | 0    | Schienato | Silvio Tozzi      | 3    |
| Abraham Kurland | 0    | Schienato | Yoneichi Miyazaki | 3    |

### 2 turno
Silvio Tozzi si ritira dalla competizione.
| Vincitore         | Pen. | Risultato | Sconfitto       | Pen. |
| ----------------- | ---- | --------- | --------------- | ---- |
| Erik Malmberg     | 2    | Ai punti  | Aarne Reini     | 3    |
| Ede Sperling      | 4    | Ai punti  | Abraham Kurland | 3    |
| Yoneichi Miyazaki | 3    | -         | Esente          |      |

### 3 turno
| Vincitore       | Pen. | Risultato | Sconfitto         | Pen. |
| --------------- | ---- | --------- | ----------------- | ---- |
| Erik Malmberg   | 2    | Schienato | Yoneichi Miyazaki | 6    |
| Ede Sperling    | 5    | AI Punti  | Aarne Reini       | 6    |
| Abraham Kurland | 3    | -         | Esente            |      |

### Finale
| Vincitore     | Pen. | Risultato | Sconfitto       | Pen. |
| ------------- | ---- | --------- | --------------- | ---- |
| Erik Malmberg | 3    | ai punti  | Abraham Kurland | 6    |

## Classifica finale
| Pos.    | Atleta            | Nazione   |
| ------- | ----------------- | --------- |
| Oro     | Erik Malmberg     | Svezia    |
| Argento | Abraham Kurland   | Danimarca |
| Bronzo  | Ede Sperling      | Germania  |
| 4       | Aarne Reini       | Finlandia |
| 4       | Yoneichi Miyazaki | Giappone  |
| 6       | Silvio Tozzi      | Italia    |